# 캔유
캔유(CanU)는 LG유플러스의 휴대전화 브랜드이다.
처음에는 카시오, 히타치 등 일본 회사에서 개발한 단말기를 국내 환경에 맞게 현지화한 제품으로 팬택 앤 큐리텔을 통하여 조립하고 단말기의 애프터 서비스 역시 팬택 앤 큐리텔에서 맡았다. 하지만, 캔유 9 (CanU-F1100)과 캔유 10 (CanU-T1200) 모델은 당시 LG텔레콤의 의뢰로 일본 카시오가 한국·일본 공동 개발 제품으로 설계하였다. 조립과 애프터 서비스는 팬택 앤 큐리텔이 맡았고 2010년부터는 팬택 앤 큐리텔을 합병한 팬택에서 담당했다. 2013년 3월, 사실상 후속 모델이자 캔유 사상 첫 스마트폰으로 취급하는 지즈원 타입 -L 모델이 LG유플러스 LTE 모델 전용으로 출시되었으며 한국 카시오 AS센터와 팬택 AS센터에서 AS가 가능하다.
ja:Canu

## 모델
기본적으로 폴더형 디자인을 고수하고 있으나 캔유 7, 8과 같이 스위블 폴더로도 출시가 되었다. 특히, 캔유 10은 터치스크린을 탑재한 캔유 시리즈 최초의 슬라이드형 기종이고 13번째 캔유로 취급하는 캔유 사상 첫 스마트폰으로 여겨지는 제품이 바로 순정 제품으로 나온 GZ-one type-L 제품이 2013년 LG유플러스에서 다시 출시되었다.
| 세대     | 모델       | 애칭                                         | 출시일      |
| -------- | ---------- | -------------------------------------------- | ----------- |
| 캔유 1   | HS 5000    |                                              | 2003년 6월  |
| 캔유 2   | HS 6000    |                                              | 2003년 12월 |
| 캔유 2.5 | HS 6500    |                                              | 2004년 3월  |
| 캔유 2.5 | HS 6550    |                                              | 2004년 5월  |
| 캔유 3   | HS 7000    |                                              | 2004년 10월 |
| 캔유 4   | HS 8000    | 캔사마                                       | 2005년 5월  |
| 캔유 5   | CanU 502S  | 캔유 방수폰                                  | 2006년 1월  |
| 캔유 6   | CanU 701D  | 캔유 캔버스, 캔디(캔유 DMB)                  | 2007년 3월  |
| 캔유 7   | CanU 801EX | 캔슬이(캔유 익슬림), 캔파(캔유 파파라치)     | 2008년 3월  |
| 캔유 8   | CanU S1000 | 캔유 바이올렛                                | 2009년 1월  |
| 캔유 9   | CanU F1100 | 블링블링 캔유                                | 2009년 3월  |
| 캔유 10  | CanU T1200 | 캔유 XOXO                                    | 2010년 9월  |
| 캔유 11  | CanU W1300 | 캔슬이2(캔유 익슬림2), 캔파2(캔유 파파라치2) | 미출시      |
| 캔유 12  | CanU A1400 |                                              | 미출시      |
| 캔유 13  | CA-201L    | Gz-one type-L                                | 2013년 3월  |

## 같이 보기
- LG유플러스
- 팬택
- 팬택 앤 큐리텔
- 스카이